# Lindsay Burial Aisle

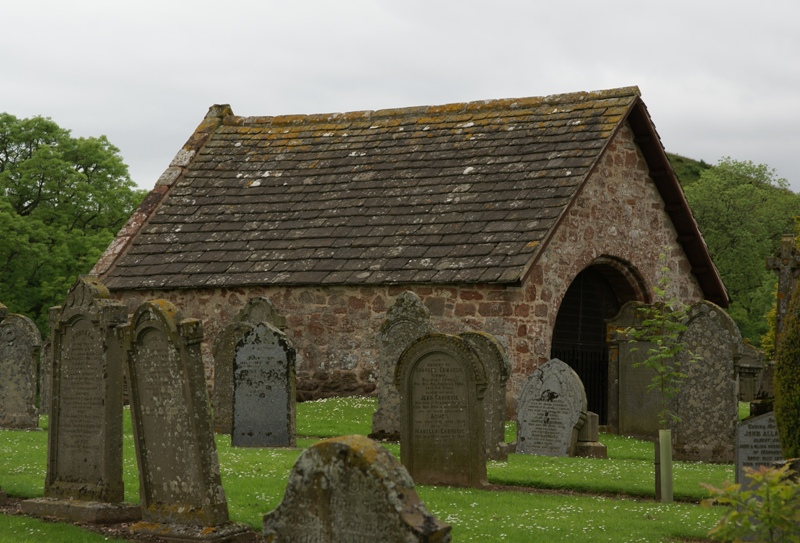
Lindsay Burial Aisle.

Het Lindsay Burial Aisle is een zestiende-eeuwse (graf)kapel, gelegen in Edzell in de Schotse regio Angus. Deze kapel is het enige overblijfsel van de Edzell Old Church.

## Geschiedenis
Het Lindsay Burial Aisle is het enig overgebleven onderdeel van de veertiende-eeuwse Edzell Old Church. In 1818 werd de kerk afgebroken en vervangen door een nieuw kerkgebouw.
In overgeleverde documentatie wordt de Edzell Old Church pas genoemd in 1342. De vondst van een kruis uit de negende eeuw in 1952 geeft echter aan de locatie al eerder werd gebruikt voor christelijke riten. De Edzell Old Church was gewijd aan Sint Laurentius.
Het Lindsay Aisle werd vermoedelijk gebouwd in de zestiende eeuw als familiekapel door David Lindsay, negende graaf van Crawford, die stierf in 1558. De kapel was bedoeld voor het opdragen van missen voor de overleden leden van de familie Lindsay.

## Bouw
De Edzell Old Church had een T-vormige plattegrond. Het Lindsay Burial Aisle bevond zich in het midden van de zuidzijde van de kerk. Aan de noordoostelijke hoek van de kerk bevond zich wellicht nog een aanbouwsel dat fungeerde als sacristie.
Om het gebouw bevindt zich een begraafplaats met grafstenen die dateren van vóór 1818.
Het Lindsay Burial Aisle beslaat 2,7 vierkante meter. In de kapel stond hoogstwaarschijnlijk een altaar tegen de oostelijke muur toen de kapel nog deel uitmaakte van de kerk. Na 1818 werd er onder de vloer een grafkelder aangelegd. Een lamphaak versierd met vier schedels bevindt zich aan het plafond van de grafkelder. De grafkelder was aan het einde van de twintigste eeuw leeg. Het dak is modern.

## Beheer
Het Lindsay Burial Aisle wordt beheerd door Historic Scotland, net als het 400 meter noordnoordoostelijker gelegen Edzell Castle.